# 松村英雄
松村 英雄（まつむら ひでお）は、日本の歯科医師・歯学者。日本大学歯学部歯科補綴学教室Ⅲ講座教授。日本大学歯学部附属歯科技工専門学校校長。日本接着歯学会前会長。複合歯科材料の臨床評価で知られる。

## 経歴
1981年日本大学歯学部卒業後、東北大学工学部化学工学科に入学、1983年に卒業後東京医科歯科大学大学院歯学研究科にて歯科理工学の研究を行う。卒業後長崎大学講師、助教授を経て2003年に日本大学教授に就任した。
1987年、東京医科歯科大学より　歯学博士号を得る。学位論文名は「歯科用合金の接着に関する研究」。

## 著作
- 新谷, 明喜、松村, 英雄、中村, 光夫 編『実践・新素材による歯冠色修復とその技法』ヒョーロン・パブリッシャーズ〈日本歯科評論(Dental Review)／別冊2003〉、2003年5月12日。 NCID BA64653799。
- 安田登、秋本尚武、高橋英登、二階堂徹、松村英雄 編『ステップアップ接着治療 ―正しい理解と実践―』口腔保健協会、2004年9月10日。ISBN 978-4896052022。 NCID BA69303025。
- 松村英雄、下江宰司、田上直美 著、新谷, 明喜、西山, 典宏、西村, 好美 編『オールセラミックスレストレーション 基礎からわかる材料・技工・臨床』医歯薬出版〈月刊「歯科技工」別冊〉、2005年7月、164-169頁。
- 松村英雄 著「歯科臨床と歯科技工」、全国歯科技工士教育協議会 編『歯科技工学概論』医歯薬出版〈新歯科技工士教本〉、2006年1月25日。ISBN 978-4-263-43114-6。 NCID BA77197896。
- 磯川, 桂太郎、松村, 英雄、宮島, 力也 編『歯のかたち 初学者のための基礎と演習』永末書店、2006年6月5日。ISBN 978-4-8160-1166-5。 NCID BA77569582。
- 塩野英昭、小林憲治、松村英雄 著「ハイブリッドセラミックスを応用したジャケットクラウンの臨床成績」、高橋英登、松井信人 編『ハイブリッドセラミックス メタルフリー修復の臨床と歯科技工』医歯薬出版、2006年6月25日。ISBN 978-4-263-43332-4。 NCID BA77849975。
- 新谷明喜、松村英雄 編『最新 歯冠修復用コンポジットレジンと各種ファイバーの臨床・技工』医歯薬出版〈月刊「歯科技工」別冊〉、2006年7月10日。 NCID BA78192275。
- 松村英雄、田上順次 編『接着YEAR BOOK 歯科臨床を支える　接着のエビデンスとテクニック』クインテッセンス出版〈ザ・クインテッセンス別冊〉、2006年8月10日。ISBN 978-4-87417-918-5。 NCID BA78337265。
  - 松村英雄「接着50年　その歴史的意義と現在」『接着YEAR BOOK 歯科臨床を支える　接着のエビデンスとテクニック』。
- 川本善和、松村英雄 著「リンクマックス」、猪越重久 編『接着がゆく わたしの接着作法　わが社の接着事情』デンタルダイヤモンド社、2006年9月1日。ISBN 978-4885109959。
- 松村英雄、田中卓男 編『接着を活かした歯冠修復』永末書店、2006年9月15日。ISBN 978-4816011702。
- 小峰太、松村英雄 著「Section 5 接着が広げる歯科臨床  間接修復への応用」、宮崎真至 編『臨床に役立つ　接着修復のすべて DVD付』医歯薬出版〈歯界展望 別冊〉、2006年10月20日。
- 末瀬一彦、松村英雄 編『セラミック修復の現状 診療と技工の接点・患者さんへのアプローチ』永末書店、2006年10月25日。ISBN 978-4-8160-1172-6。
  - 川本善和、松村英雄「接着操作」『セラミック修復の現状 診療と技工の接点・患者さんへのアプローチ』永末書店。
- 松村英雄、下江宰司 著「ブリッジの概要と種類/硬質レジン前装 陶材の築盛・焼成 CAD/CAMシステム/ 前装鋳造冠/ブリッジ」、全国歯科技工士教育協議会 編『歯冠修復技工学』医歯薬出版〈新歯科技工士教本〉、2007年3月25日。ISBN 978-4-263-43122-1。
- 松村英雄 著「修復関係 3 前装部破折の補修について教えてください」、加藤正治、田中五郎、行田克則、和嶋浩一、渡邊久 編『そこが知りたい！日常臨床のテクニックQ&A』デンタルダイヤモンド社〈デンタルダイヤモンド増刊号〉、2007年4月1日、16-17頁。ISBN 978-4885101144。ISSN 0386-2305 J-GLOBAL ID 200902244217317922。
- 松村英雄 著「クラウン/ラミネートベニア」、覚道健治、前田芳信、栗田賢一、古谷野潔、高橋哲、中川種昭 編『歯科臨床研修マニュアル　アドバンス編 ひとつ上をめざす研修医のために』永末書店、2007年7月1日。ISBN 978-4-8160-1179-5。
- 古地美佳、松村英雄 著、日本接着歯学会 編『接着ここが知りたい 歯科技工士編』口腔保健協会、2008年2月12日、12-19頁。
- 松村英雄、下江宰司 著、全国歯科技工士教育協議会 編『歯科技工実習』医歯薬出版〈新歯科技工士教本〉、2008年3月20日、110-113頁。ISBN 978-4-263-43123-8。
- 松村英雄、川本善和『実践 接着歯冠修復』医歯薬出版〈補綴臨床Practice Selection〉、2008年7月10日。ISBN 978-4-263-46411-3。
- 松村英雄、小泉寛恭 著、石橋寛二、伊藤裕、川和忠治、寺田善博、福島俊士、三浦宏之 編『クラウンブリッジテクニック』医歯薬出版、2008年9月20日、123-130頁。ISBN 978-4-88510-186-1。
- 田中卓男、田上直美、永野清司、松村英雄『新素材による接着ブリッジの臨床 テクニックのすべてと保険適用への効果的対応』ヒョーロン・パブリッシャーズ、2008年11月5日。ISBN 978-4-930881-89-2。
- 松村英雄、桟淑行 著「第2章　臨床操作1 III支台歯形成」、石橋寛二、川添堯彬、川和忠治、福島俊士、三浦宏之、矢谷博文 編『クラウンブリッジ補綴学』（第4版）医歯薬出版、2009年2月20日、95-106頁。ISBN 978-4-263-45626-2。
- 小泉寛恭、中山大介、松村英雄 著「修復種類別支台歯形成法  接着ブリッジにおける支台歯形成の原則」、監修・編集委員 宮内修平  編集委員貞光謙一郎、坪田有史、島田和基 編『支台歯形成― 次世代に向けて ―』デンタルダイヤモンド社、2009年7月1日、62-65頁。ISBN 978-4885101816。
- 田中卓男、松村英雄 著「IV群 全部被覆冠ではなく部分被覆冠支台のブリッジとした症例 6)長期経過のある臼歯部接着ブリッジ」、福島俊士 編『口腔にやさしい エコ・サイジングの修復治療』デンタルダイヤモンド社、2009年9月1日、96-99頁。ISBN 978-4-88510-186-1。

## 所属団体
- 日本歯科医学会 評議員[5]
- 日本接着歯学会 前会長[1]
- 日本歯科理工学会 理事[2]
- 日本補綴歯科学会 常務理事[6]
- 日本歯科審美学会 理事[7]
- 歯科チタン学会 理事[2]
- 日本バイオマテリアル学会 評議員[8]
- 日本老年歯科医学会 評議委員[9]
- 国際歯科研究学会日本部会 評議員[10]
- 日本歯科技工学会 歯科技工学用語集編纂委員会[11]
- 日本大学歯学会 理事[2]
- Asian Academy of Prosthodontics[2]